# RTS,S

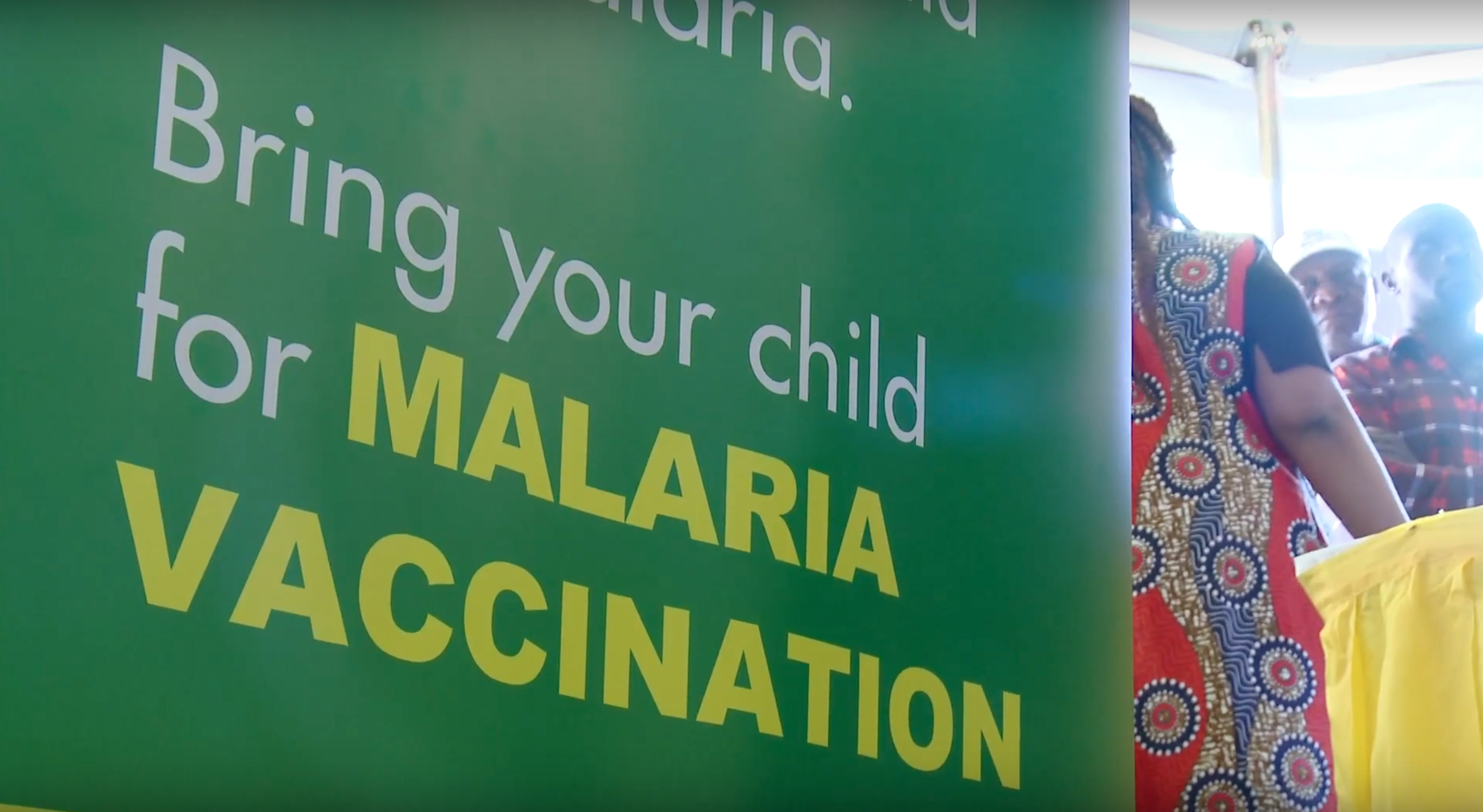
Cartel publicitario sobre los ensayos de la vacuna RTS,S.

RTS,S (nombre comercial Mosquirix) es una vacuna contra la malaria basada en proteínas recombinantes. En octubre de 2021, la vacuna recibió la aprobación de la Organización Mundial de la Salud (OMS) para un uso amplio en niños, lo que la convirtió en la primera vacuna candidata contra la malaria y la primera vacuna para tratar una infección parasitaria en recibir esta recomendación.

## Historia
La vacuna RTS,S fue concebida y creada a finales de la década de 1980 por científicos de los laboratorios de SmithKline Beecham Biologicals (actualmente GlaxoSmithKline (GSK) Vaccines) en Bélgica. Su desarrollo posterior fue fruto de la colaboración entre GSK y el Instituto de Investigación del Ejército Walter Reed de Maryland, en Estados Unidos y se financió parcialmente por la Iniciativa de Vacuna contra a Malaria PATH y la Fundación Bill y Melinda Gates. Su eficacia oscila entre el 26 y el 50 % en lactantes y niños pequeños. 
Su uso fue aprobado por la Agencia Europea del Medicamento (EMA) en julio de 2015, convirtiéndose en la primera vacuna contra la malaria en ser autorizada en el mundo y en la primera autorizada para tratar una enfermedad parasitaria humana. El 23 de octubre de 2015, el Grupo Asesor Estratégico de Expertos (SAGE) de la OMS y el Comité Asesor de Políticas de Malaria (MPAC) recomendaron conjuntamente una implementación piloto de la vacuna en África. El proyecto comenzó en 2019 en Malaui, Ghana y Kenia.